# Ulwembua
Ulwembua is een geslacht van spinnen uit de  familie van de Cyatholipidae.

## Soorten
- Ulwembua antsiranana Griswold, 1997
- Ulwembua denticulata Griswold, 1987
- Ulwembua nigra Griswold, 2001
- Ulwembua outeniqua Griswold, 1987
- Ulwembua pulchra Griswold, 1987
- Ulwembua ranomafana Griswold, 1997
- Ulwembua usambara Griswold, 2001